# يوهان ريسكه
يوهان ريسكه ( 1128 - 1188 هـ / 1716 - 1774 م ) هو مستشرق ألماني وعالم باليونانيات.
نشر بالعربية (بالاشتراك مع أدلر) ، «تاريخ أبي الفداء» مع ترجمة إلى اللاتينية.

## روابط خارجية
- يوهان ريسكه على موقع الموسوعة البريطانية (الإنجليزية)